# Dérivés de Red Hat Enterprise Linux

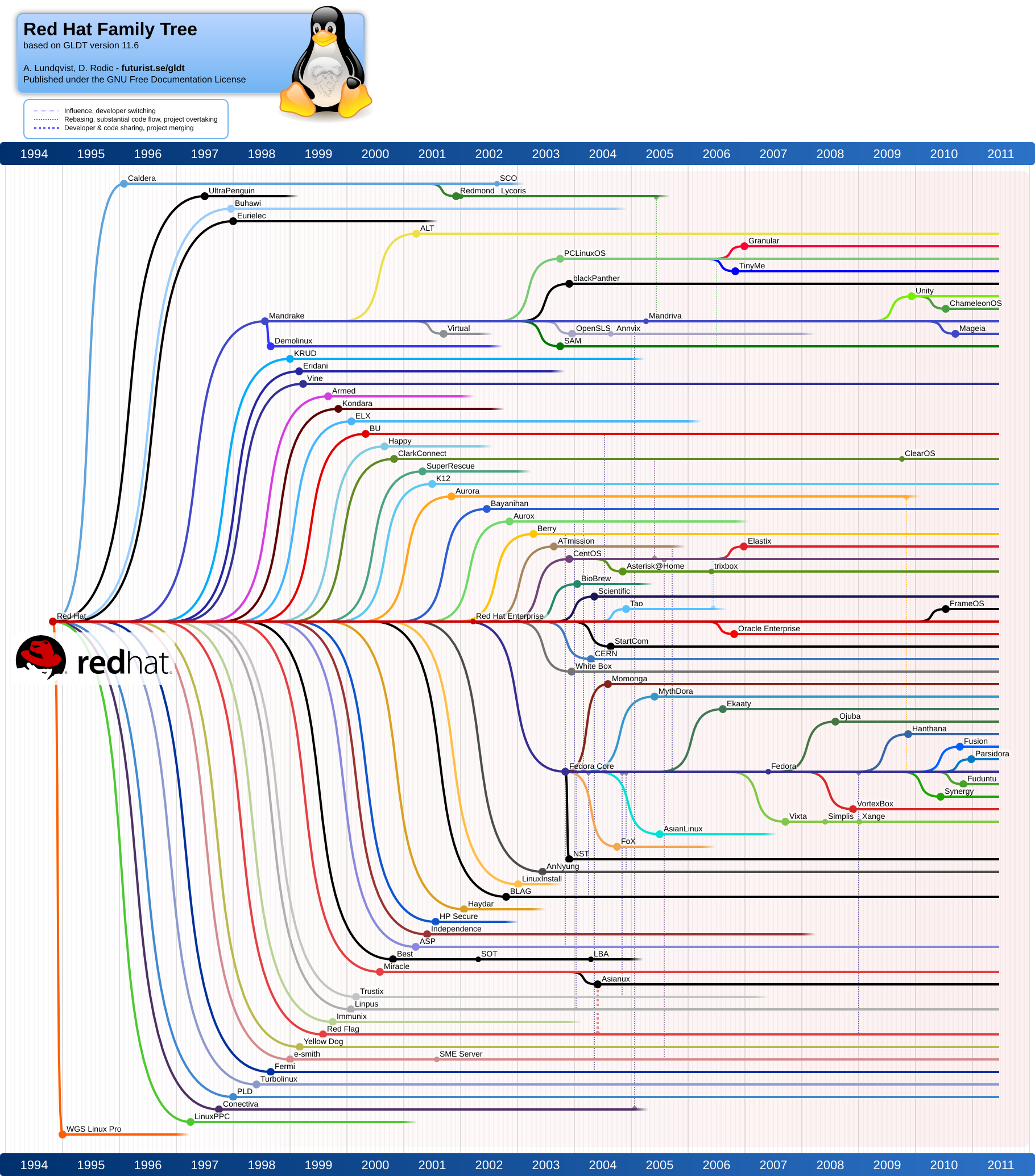
Arbre généalogique de Red Hat

Les dérivés de Red Hat Enterprise Linux sont des distributions Linux basées sur la distribution Linux Red Hat Enterprise Linux (RHEL).

## Histoire
Red Hat Linux était une distribution Linux très appréciée, en grande partie car il existait une version payante, avec le support assuré par la société RedHat, mais aussi une version gratuite. Il n'y avait pas de différence entre la version gratuite et la version payante, ce qui a amené de nombreuses personnes à choisir la version gratuite, quitte à devoir payer le support de RedHat par la suite.
En 2003, Red Hat a pris la décision de transformer son produit RedHat Linux en Red Hat Enterprise Linux (RHEL) pour récupérer les clients prêts à payer pour leur distribution.
Peu de temps après, une distribution Linux appelée Fedora, basée sur Red Hat et maintenue par la communauté a été publiée pour être utilisée gratuitement.
Fedora dispose de son propre système de paquet, ce qui permet à la communauté de corriger les problèmes et les bugs. Parfois, les contributions venaient aussi des employés de RedHat. Cependant, le système de mise à jour rapide cassait parfois la compatibilité avec les anciennes version, ce qui a pu rebuter certains utilisateurs.
Aujourd'hui, Fedora sert de branche de développement pour CentOS Stream, qui sert à son tour de branche de développement pour Red Hat Enterprise Linux.

## Caractéristiques
Les dérivés de Red Hat Entreprise Linux (RHEL) essayent généralement de suivre la numérotation de version de la distribution, notamment pour garantir la compatibilité binaire avec la version payante de Red Hat. Cela permet de faire fonctionner les logiciels qui ont été compilés pour fonctionner sur RHEL dans la majorité des cas, et très peu de modifications sont nécessaires pour assurer la compatibilité.

## Dérivés notables de Red Hat Enterprise Linux
- AlmaLinux – Un remplacement de CentOS, 100% communautaire et développé par la fondation AlmaLinux OS.
- XBAS de Bull ou bullx – (pour les supercalculateurs)[1],[2]
- Circle Linux –  une distribution communautaire visant la compatibilité complète avec le système Red Hat.
- ClearOS
- EulerOS – certifié par la norme UNIX 03 de The Open Group[3].
- EuroLinux –  créé par la société EuroLinux et distribué gratuitement. En plus du support payant, l'entreprise propose la création de forks et de recompilation à partir de sources pour remplir les besoins spécifiques de ses clients[4]. Les versions précédentes étaient basées sur Scientific Linux.
- Inspur K-UX – certifié par la norme UNIX 03 de The Open Group[5].
- MIRACLE LINUX – une distribution Linux à destination des entreprises, développée par Cybertrust Japan.
- NethServer – une distribution de serveur Linux configurable via une interface web[6].
- Oracle Linux – téléchargement, distribution et utilisation gratuite, avec la mise à disposition des derniers correctifs du dépôt yum de Oracle Linux. Des abonnements de support payants en option sont disponibles auprès d'Oracle[7].
- RedSleeve Linux – une version ARMv5 et ARMv6 des versions 6 à 9 de RHEL pour les vieux appareils qui ne répondent pas aux exigences matériel des autres distributions ARM[8]
- Rocky Linux – un remplacement de CentOS, initié par le fondateur de CentOS, Gregory Kurtzer[9], et soutenu par la communauté.
- Redpesk - une distribution Linux dédiée aux systèmes embarqués sécurisé, notamment les appareils industriels connectés. La distribution apporte un support à très long terme réalisé par IoT.bzh[10]
- Springdale Linux –  anciennement PUIAS Linux, Springdale est un système d'exploitation pour ordinateurs de bureau et serveurs, construit en compilant et packageant les sources pour Red Hat Enterprise Linux.
- VzLinux –  réalisé par Virtuozzo et pensé pour être utilisé dans des conteneurs, des machines virtuelles ou sur des serveurs physiques.

Dérivés orientés appareils basés sur RHEL :
- Amazon.com Amazon Linux AMI – RHEL Adapté par Amazon
- Google Search Appliance – dérivé de CentOS
- La console des ESX de VMware

Distributions dont la production a cessé ou qui sont obsolètes :
- CAOS Linux – (lignée multiple)
- CentOS
- ClefOS –  un portage de CentOS pour IBM Z.
- Fermi Linux – dérivé de Scientific Linux avec des logiciels supplémentaires spécifiques aux laboratoires de recherche du Fermilab
- Rocks Cluster Distribution – dérivé de RHEL puis CentOS
- Serveur Linux d'entreprise ROSA
- Scientific Linux
- Serveur PME – créé par la Fondation Koozali
- StartCom Enterprise Linux
- White Box Enterprise Linux – Aucune annonce officielle, mais le projet est abandonné
- Yellow Dog Linux